# Hôtel Baudard de Saint-James
L'hôtel Baudard de Saint-James (prononcé [ʒam] et non [dʒɛms]) est un ancien hôtel particulier situé au no 12, place Vendôme dans le 1er arrondissement de Paris. 
Construit en 1702, pour le docteur en Sorbonne, Louis Dublineau, par l'architecte Jacques V Gabriel,  il doit son nom à Claude Baudard de Saint-James, qui en est son second propriétaire.
L'hôtel possède des décors réalisés en 1777, par François-Joseph Bélanger et le peintre Jean-Jacques Lagrenée.
Il est aujourd'hui l'écrin des réalisations du joaillier Chaumet.

## Localisation
L'hôtel est situé à l'est de la place et est mitoyen de l'hôtel de La Fare au no 14 et de l'hôtel de La Tour-Maubourg au no 10.

## Historique
En 1699, la parcelle est acquise par le financier Mathurin Besnier, en même temps que celle du no 10, et est revendu l'année suivante, à Louis Dublineau, docteur en Sorbonne, prieur de Longchamp, dont il charge l'architecte Jacques V Gabriel de construire son hôtel.
En 1702, il en cède l'usufruit au marquis Louis-Urbain Aubert de Tourny et la nue-propriété aux enfants de ce dernier.
En 1777, l'hôtel est acquis par Claude Baudard de Saint-James, trésorier général de la Marine, qui y fait réaliser les décors intérieurs par François-Joseph Bélanger et le peintre Jean-Jacques Lagrenée.
En 1814, l'hôtel est acheté par le banquier Isaac Thuret, où il reçoit somptueusement son nouveau souverain Guillaume Ier roi de Hollande, avec les princes des différentes nations présents à Paris occupé par les Alliés.
L'hôtel devient à la fois le siège de la banque Thuret & Co, celui du Consulat général de Hollande et le domicile privé de la famille Thuret. L'hôtel est loué en 1848 à l'ambassade de Russie en France, pour 45 000 francs annuels, puis par appartements, dont Frédéric Chopin occupe l'un d'eux de 1849 à 1855, pour 3500 francs annuels.
En 1855, l'hôtel est vendu Basile Parent pour 850 000 francs et à sa seconde épouse Mathilde née Blin (1824-1866). La demeure revient ensuite aux héritières de Basile Parent (1807-1866) et de sa première épouse Jeannette Congsen (1812-1842), sa fille aînée Mathilde, épouse d'Ernest-Gabriel des Roys, et sa fille cadette Joséphine (1835-1902), épouse d'Adrien Louis Lebeuf de Montgermont (1824-1876, fils de Louis Martin Lebeuf). Jules, Prince de La Rochefoucauld-Montbel et son épouse née Jeanne Lebeuf de Montgermont, fille d’Adrien, y vécurent. Leur fils Emmanuel naquit à cette adresse.
L’hôtel est vendu le 22 février 1920 pour 7 millions de francs à la Société minière de Pennaroya appartenant à la famille Rothschild.
En 1971, cette dernière le revend à son tour, avec l'hôtel de La Tour-Maubourg, voisin, aux Immeubles de France, filiale du Crédit foncier de France.
Il abrite aujourd'hui la boutique, l'atelier de haute joaillerie ainsi que les grands salons de la maison Chaumet. En 2020, il a rouvert ses portes après d'importants travaux de rénovation menés par l’architecte d’intérieur Patricia Grosdemange.

## Anecdotes
Dans la comptabilité de l'hôtel, en 1849, on peut constater qu'on est loin du « grabat des écuries » où Frédéric Chopin est supposé s'être éteint.  En effet, il loue « l'appartement situé à l'entresol et rez-de-chaussée en aile sur la place, comprenant antichambre, salle à manger, salon, trois chambres à coucher dont une très grande, cuisine, lingerie, nombreuses chambres de domestiques dont au moins une à feu, écurie et remise » pour un loyer annuel de 3500 francs, alors que l'ambassade de Russie loue la totalité de l'hôtel en 1848 pour un loyer annuel de 45 000 francs.
De même, en 1851, on n'y trouve aucune trace de la location faite à la comtesse de Montijo et à ses deux filles, dont Eugénie qui y aurait rencontré le futur empereur Napoléon III. À moins que ce ne soit sous le nom de la princesse Alina Stirbey qui occupe alors le premier étage sur la place en juin et juillet 1851, et qui a épousé en 1847, Alexandre Plagin, ambassadeur de Roumanie en Italie auprès du Quirinal et du Saint-Siège.

## Protection
L'hôtel est classé aux monuments historiques pour ses façades et toitures par arrêté du 17 mai 1930, puis inscrit pour son salon du premier étage par arrêté du 2 mai 1927.